# Perisphinctes

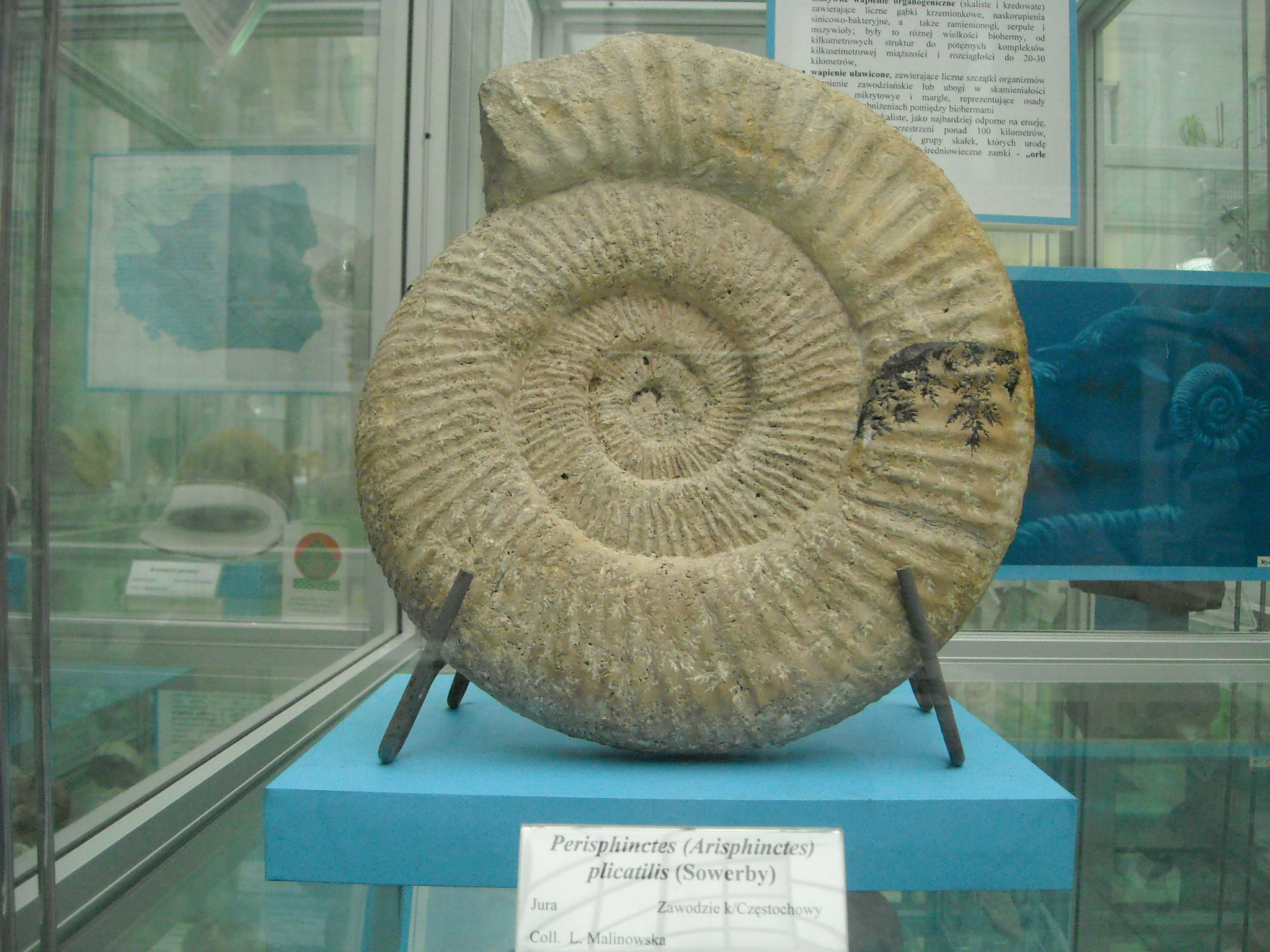
Skamieniałość Perisphinctes plicatilis (wystawiana – Muzeum Geologiczne Państwowego Instytutu Geologicznego; znaleziona – Zawodzie k. Częstochowy)

Perisphinctes – wymarły rodzaj dużych (do 1 m średnicy) amonitów z rzędu Ammonitida, żyjących w okresie jurajskim. Służy jako skamieniałość przewodnia dla tego okresu.

## Gatunki
- Perisphinctes alatus
- Perisphinctes andelotensis
- Perisphinctes anguiculus
- Perisphinctes antecedens
- Perisphinctes bifurcatoides
- Perisphinctes bifurcatoides
- Perisphinctes bifurcatus
- Perisphinctes buckmanni
- Perisphinctes crassissimus
- Perisphinctes crassus
- Perisphinctes densecostatus
- Perisphinctes eucostatus
- Perisphinctes irregularis
- Perisphinctes jubailensis
- Perisphinctes luciaeformis
- Perisphinctes mairei-matheyi
- Perisphinctes panthieri
- Perisphinctes pickeringius
- Perisphinctes plicatilis
- Perisphinctes promiscuus
- Perisphinctes pumilus
- Perisphinctes quadratus
- Perisphinctes siemirazkii
- Perisphinctes stenocycloides
- Perisphinctes tenuis
- Perisphinctes tiziani
- Perisphinctes uptonioides
- Perisphinctes wartae